# Giorgio Bertin

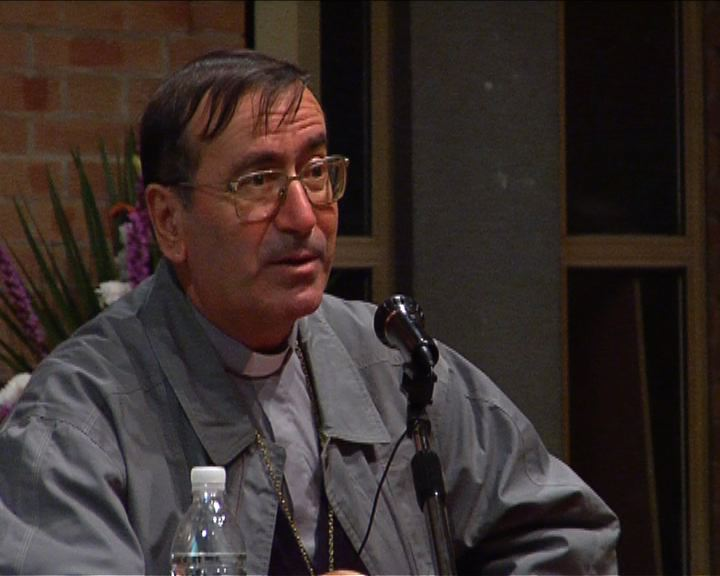
Giorgio Bertin (2010)

Giorgio Bertin OFM (* 28. Dezember 1946 in Galzignano Terme) ist ein italienischer Ordensgeistlicher und emeritierter Bischof von Dschibuti sowie Apostolischer Administrator von Mogadischu.

## Leben
Giorgio Bertin trat der Ordensgemeinschaft der Franziskaner (OFM) bei und empfing am 7. Juni 1975 die Priesterweihe.
Papst Johannes Paul II. ernannte ihn am 13. März 2001 zum Bischof von Dschibuti. Die Bischofsweihe spendete ihm der Apostolische Nuntius in Äthiopien, Eritrea und Dschibuti, Erzbischof Silvano Maria Tomasi CS, am 25. Mai desselben Jahres; Mitkonsekratoren waren Marco Dino Brogi OFM, Apostolischer Nuntius im Sudan und Apostolischer Delegat in Somalia, und Georges Marcel Émile Nicolas Perron OFMCap, Altbischof von Dschibuti. Bertin betreut derzeit auch das Bistum Mogadischu mit, in dem nach der Ermordung des letzten Bischofs Pietro Salvatore Colombo im Jahr 1989 Sedisvakanz besteht.
Am 13. Januar 2024 nahm Papst Franziskus seinen Rücktritt vom Amt des Bischofs von Dschibuti an.